# San Nicolás de Bari
San Nicolás de Bari és un temple catòlic al costat del Camí de Sant Jaume i de la catedral de Santa Maria de Burgos. L'església fou declarada monument nacional el 26 de gener de 1917.

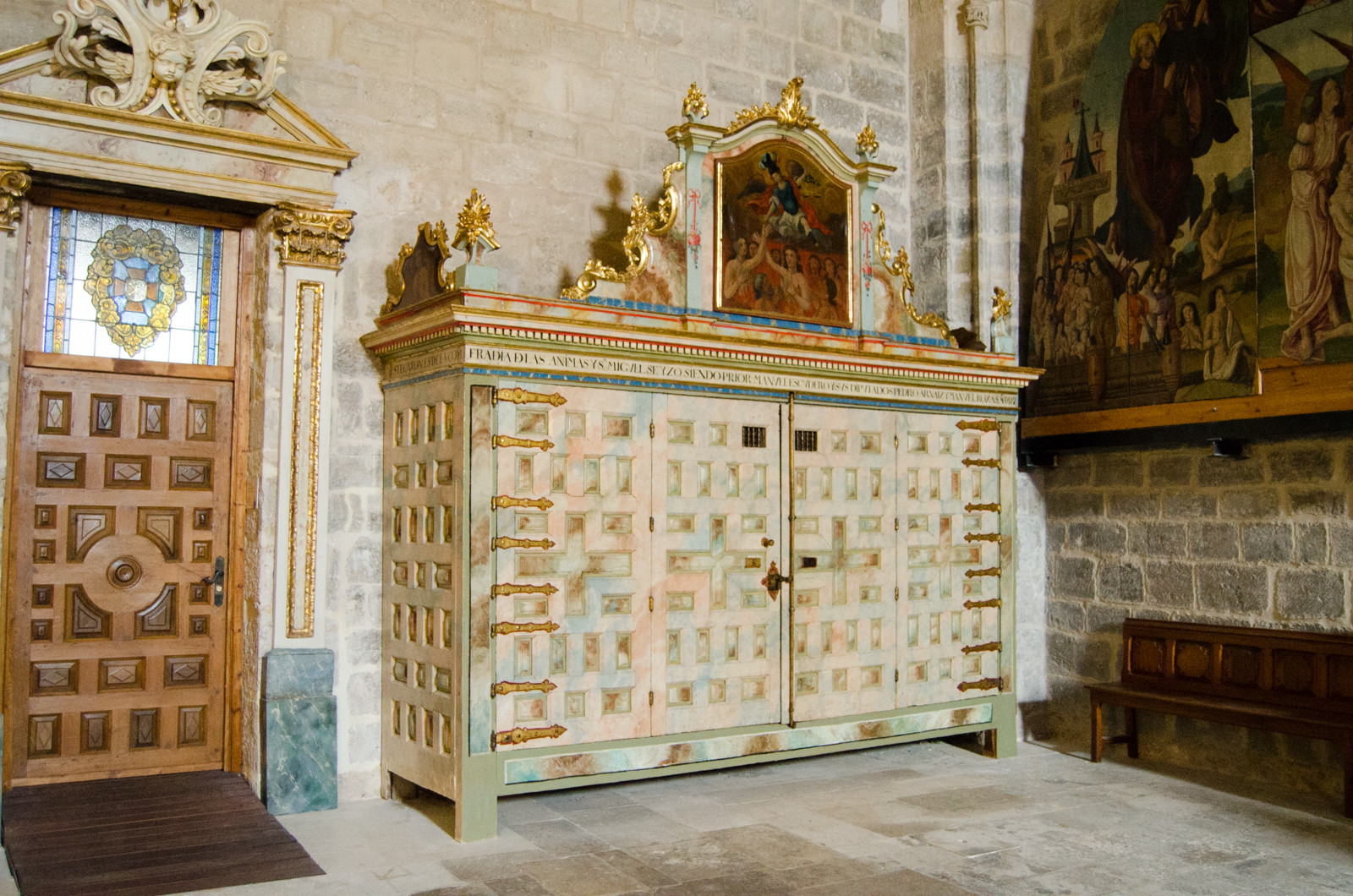
Armari de la confraria de les Ànimes

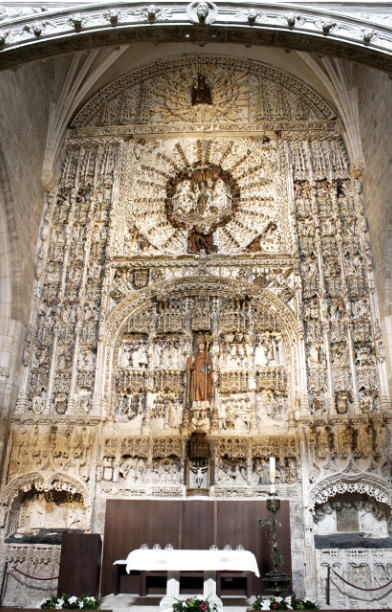
Retaule Major de l'Església i els sepulcres de don Gonzalo i don Alfonso Polanco

Des que l'Església de San Esteban va ser convertida en el Museu del Retaule, és la seu de la parròquia de San Esteban. Va ser construïda el 1408 sobre un altre temple romànic. La presideix un dels retaules més impressionants i monumentals de l'art del renaixement castellà, dissenyat i realitzat al segle xv per Simón de Colònia i el seu fill Francisco de Colonia.
Aquest retaule major va ser finançat pel mercader burgalès don Gonzalo Lopez de Polanco, el sepulcre gòtic del qual i el de la seva esposa Leonor de Miranda resideix al principi de la façana oest del retaule. El sepulcre del seu germà don Alfonso de Polanco i la seva esposa Constança de Maluenda es troba al principi de la façana aquest.
A més dels seus sepulcres gòtics, són, també, de gran interès l'arc renaixentista de María Sáez de Oña i Fernando de Mena i les taules de l'escola burgalesa del mestre de San Nicolás. Moltes de les obres d'arts van ser també pagades per la família Polanco, 